# Alizarina
A alizarina é um corante e pigmento vermelho derivado originalmente da raiz da garança da espécie Rubia tinctorum. 
A palavra alizarina deriva do árabe al-usara, significando suco.
Alizarina é também o nome genérico de uma variedade de corantes, tais como "Verde Alizarina Cyanina G" e "Azul Brilhante Alizarina R".

## História
A alizarina foi usada como corante desde há milénios. De Tutancâmon a Carlos Magno, aos viquingues, a raiz de rubia foi utilizada em corantes até 1860.
Alizarina foi reconhecida por Graebe e Liebermann, em 1868, como um derivado do antraceno, e posteriormente por estes sintetizada, quando trabalhavam sob Adolf von Baeyer, em um processo de três etapas, vendido posteriormente à então Badische Dye Company (depois BASF), devido ao seu custo e requerimento de bromo.
Em 1869 (ou 1870) transformou-se no primeiro pigmento natural a ser sintetizado. 
Mesmo com as limitadas técnicas do século XIX, o pigmento obtido artificialmente tinha a metade do custo do natural, fazendo o mercado de cultivo da planta declinar e entrar em colapso.

## Aplicações
Quando diluído em álcool em solução 75% é chamado de alizarol, que é usado por indústrias de laticínios para verificar a estabilidade térmica do leite e fazer uma estimativa sobre a acidez do mesmo.

## Obtenção
A síntese química a partir do antraceno, obtido a partir do alcatrão da hulha, pela fusão de seu derivado 2-antraquinossulfonato de sódio com bases alcalinas. 